# Arjona patagonica
Arjona patagonica är en tvåhjärtbladig växtart som beskrevs av Homb. & Jacquinot och Joseph Decaisne. Arjona patagonica ingår i släktet Arjona och familjen Schoepfiaceae. Inga underarter finns listade i Catalogue of Life.